# Prins Alexander af Sverige
Prins Alexander af Sverige (Alexander Erik Hubertus Bertil; født 19. april 2016 i Danderyd) er en svensk prins og hertug af Södermanland. Han er søn af prins Carl Philip og prinsesse Sofia og er nummer fem i den svenske tronfølje efter sin far og før sin lillebror prins Gabriel.

## Fødsel
Den 19. april 2016 kl 18:25 blev prins Alexander født på Danderyd Hospital. Han vejede ved fødslen 3595 gram og var 49 centimeter lang. Dagen efter fødselen blev skudt 21 salutskud fra Skeppsholmen Salutsstation samt fra stationer i Constance, Härnösand, Karlskrona og Göteborg. Den 21. april blev der holdt et kabinetsmøde på slottet, hvor kong Carl XVI Gustaf annoncerede prinsens navn og hertugdømme.
Fredag den 22 april 2016 blev der afholdt taksigelsesgudstjeneste, Te Deum, i det kongelige kapel på det kongelige slot, for at fejre fødselen. Ved tjenesten var der deltagelse af blandt andet den nærmeste familie og parlaments- og regeringsrepræsentanter.

## Dåb
Prins Alexander blev døbt den 9. september 2016 det kongelige kapel på Drottningholm Slot. Hans faddere er hans faster kronprinsesse Victoria af Sverige, hans moster, Lina Frejd, sin fars fædrene fætter Victor Magnuson, Jan-Åke Hansson (som også var prins Carl Philips forlover ved sit bryllup) og sin mors ven Cajsa Larsson.

## Titler, prædikater og æresbevisninger

### Titler og prædikater
- 19. april 2016 – 6. oktober 2019: Hans Kongelige Højhed Prins Alexander af Sverige, Hertug af Södermanland

- 7. oktober 2019 - nu: Prins Alexander af Sverige, Hertug af Södermanland[9][10]

### Æresbevisninger

#### Svenske dekorationer
- Sverige: Ridder af Serafimerordenen  (2016)
- Sverige: Ridder af Karl XIIIs orden - regnes fra fødselen.